# Portal 2
Portal 2 es el segundo videojuego mezcla de videojuego de lógica y de disparos en primera persona, de la saga Portal. Fue desarrollado por Valve Corporation. 
El 19 de abril de 2011, Portal 2 fue lanzado a través de Steam. En el número de abril de la revista Game Infomer se reveló que Portal 2 incluirá un modo cooperativo para dos personas aparte del argumento principal y salió a un coste de 37,99€ en su versión de PC y de 59,95€ en las versiones para consola.
Valve ya había adelantado anteriormente que los jugadores tendrían más Portal, ya que Kim Swift, una de las creadoras del videojuego, confirmó que pronto se desarrollaría una secuela, Portal 2. Kim Swift lo explicó en una entrevista otorgada a G4TV dando erróneamente por supuesto que Doug Lombardi, el responsable de marketing de Valve, ya lo había anunciado antes.
El día 15 de junio, durante la conferencia de Sony en el E3 2010, hizo acto de presencia Gabe Newell, presidente de Valve. Este confirmó su futuro lanzamiento para la consola PlayStation 3, además de mostrar un teaser que al finalizar determinaba que la fecha de lanzamiento de Portal 2 se pospondría a 2011.
Durante el evento también se mostraron seis vídeos con escenas del juego y demostraciones de los nuevos elementos que serán incluidos en la jugabilidad de Portal 2.
El 8 de mayo de 2012 se publicó en Steam el DLC gratuito llamado "Perpetual Testing Initiative" para juego que es un editor de niveles en el cual podemos crear nuestras pruebas y compartirlos con otros jugadores.
El 29 de junio de 2022 salió un port para la Nintendo Switch llamado "Portal: Companion Collection" ya que incluye a la primera entrega.

## Argumento

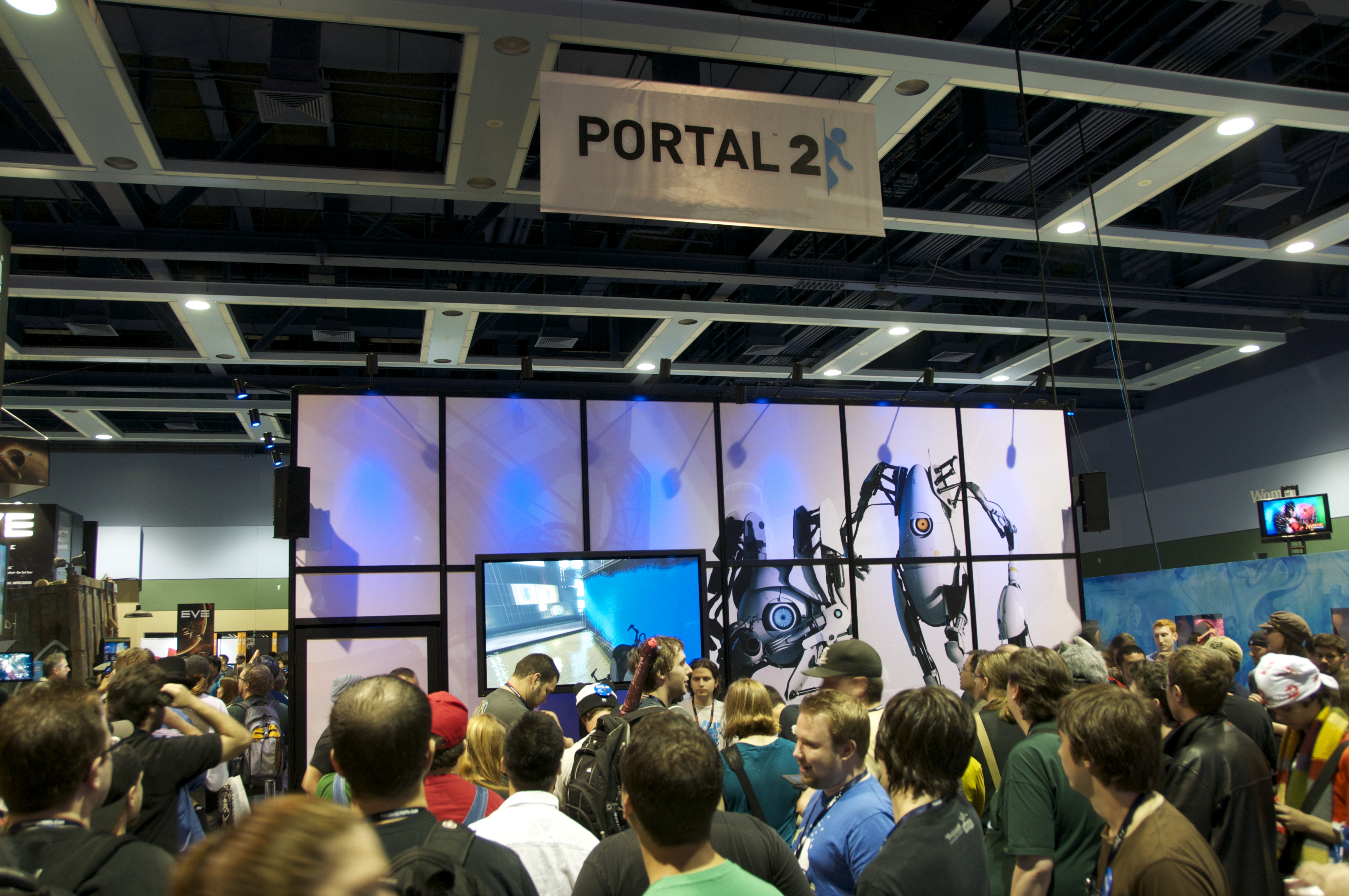
Stand de Portal 2 en PAX Prime 2010 (Washington D. C., Estados Unidos).

Tras los eventos del primer Portal, Chell (nuestra protagonista) despierta 50 días después de haber sido criogenizada en una cámara de relajación, donde una máquina alternativa le da una serie de indicaciones para moverse y finalmente volver a dormir. Posteriormente Chell es despertada de nuevo, pero esta vez la habitación donde se encuentra está seriamente deteriorada, con el contador de tiempo fallando. De fondo suena una voz al otro lado de la puerta, tras abrirla aparece Wheatley, el módulo de personalidad que despertó a Chell de su letargo.
Siguiendo las indicaciones de Wheatley, Chell será conducida hacia las cámaras de pruebas donde se desarrolló el primer Portal (pero con las instalaciones semidestruidas e invadidas por la vegetación tras años de abandono). Tras localizar la pistola de portales, Chell se rencontrará con Wheatley quien la ayudará a escapar en una cápsula cerca del lugar donde se encuentra el cuerpo inanimado de GLaDOS. Lamentablemente, debido a la torpeza de Wheatley lo único que logran es reactivar a GLaDOS, que reconoce inmediatamente a Chell y tras una corta charla, se deshace de Wheatley con una pinza metálica, enviando a Chell otra vez al circuito de cámaras de pruebas que GLaDOS está reparando. 
Una vez en las cámaras, Chell se ve obligada a recorrerlas superando niveles de complejidad que incluyen elementos nuevos respecto al primer Portal. Según avanza por las cámaras, Wheatley aparecerá para finalmente ayudarla a escapar del circuito. Durante su huida recorrerán distintas áreas de mantenimiento y producción de torretas, pudiendo sabotear su producción para que se produzcan torretas defectuosas, al tiempo que lograron desactivar la producción de neurotoxinas que amenazaban la vida de Chell. 
Chell se termina separando de Wheatley tratando de acceder a otra área de mantenimiento, pero GLaDOS le tiende una trampa y la encierra ante varias torretas que al ser defectuosas explotan, ella trata de matarla con un tubo portador de neurotoxinas, pero lo único que sale de él es Wheatley quien inicia un proceso de reemplazo de núcleos donde la computadora alternativa, tras percibir un conflicto entre GLaDOS y Wheatley, solicita un técnico para apretar un botón y resolver el conflicto. Chell activará el botón de modo que GLaDOS será reemplazada por Wheatley, quien toma el control del sistema y de las instalaciones, por lo que en un primer momento activa una cápsula de escape para iniciar el ascenso a la superficie del complejo subterráneo donde se encuentran. Sin embargo, Wheatley no tarda en ser corrompido por el poder, y tras injertar la conciencia de GLaDOS en una patata, la lanza junto con Chell por un extenso conducto en caída libre hacia el área más profunda y antigua del complejo de Aperture Science, donde se encuentran las antiguas cámaras de pruebas a varios kilómetros bajo tierra. En ese momento Wheatley cambia el nombre de las instalaciones de Aperture Science a Aperture Wheatley.
Tras la larga caída, Chell se separa de GLaDOS patata (también llamada PotatOS), ya que ésta es secuestrada por un cuervo. Así pues, Chell se encuentra sola en la más absoluta profundidad del misterioso complejo abandonado, donde poco a poco descubrirá la historia del mismo. Inicialmente nuestra protagonista se dirigirá hacia las primeras cámaras de Gel donde eran enviados atletas y astronautas que ejercían como sujetos de prueba cuando se creó el complejo a mediados del siglo XX. Según se entra por las instalaciones, Chell escucha las grabaciones de Cave Johnson, fundador de Aperture Science, y su asistente Caroline. Pero antes de llegar a las cámaras de pruebas del Gel de propulsión, Chell encuentra a PotatOS en un nido donde el cuervo la ha depositado como comida para sus crías y decide rescatarla a cambio de que la ayude a derrotar a Wheathley. En ese momento, Chell insertará a PotatOS en su pistola de portales para que la acompañe y guie durante el recorrido hacia Wheathley.

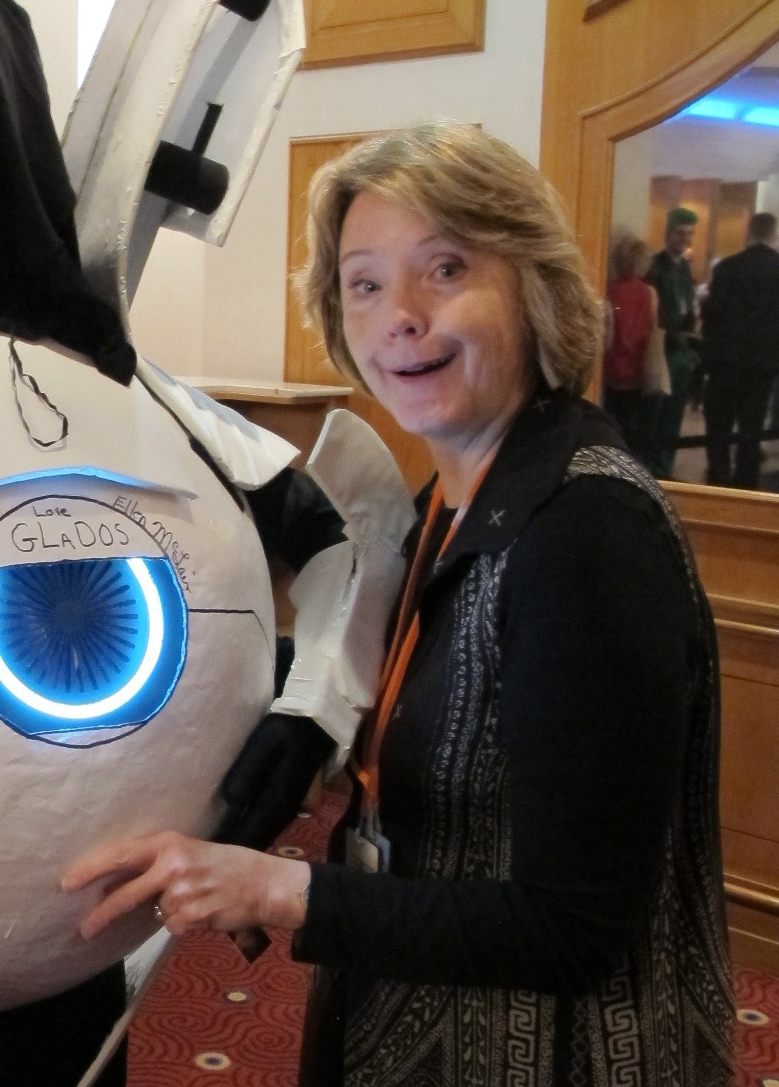
La voz de GLaDOS es interpretada por la actriz de doblaje Ellen McLain.

Según avanzan por el recorrido, descubren que en las cámaras antiguas se usaban vagabundos para ahorrar costes debido a que Aperture perdió prestigio en unos años frente a su rival Black Mesa. Las instalaciones que Chell y PotatOS recorren están abandonadas y selladas desde 1971, por lo que el aspecto de las mismas coincide con la estética de aquella época. Distintas grabaciones de audio de Cave Johnson y su asistente Caroline así como varios cuadros del mismo, darán a entender que con los años el científico fue degenerando, tanto mental como físicamente debido a experimentos con rocas lunares. Finalmente, los experimentos y descubrimientos de todo tipo (en algunos casos con dudosa ética) tuvieron su culminación en la transferencia de la mente humana a una mente cibernética, dándose a entender que para dicho experimento se utilizó a la asistente Caroline.
En las antiguas instalaciones de pruebas, Chell se encontrará con una serie de geles especiales que ayudarán a resolver los puzles, el primero es el llamado Gel de Repulsión, de color azul, que tiene la propiedad de hacer rebotar a todo aquello que entre en contacto con él. Otro es el Gel de Propulsión, de color naranja, que tiene la propiedad de acelerar el movimiento de quien lo pise. Finalmente, el Gel de Conversión, de color blanco, que permite generar portales en cualquier superficie que haya sido impregnada del mismo. 
Más tarde, tras recorrer buena parte de las cámaras antiguas, Chell y PotatOS lograrán ascender por las instalaciones dejando atrás las antiguas áreas de pruebas y encaminarse en la zona de las nuevas instalaciones de Aperture Science con el objetivo de llegar hasta Wheatley.
Sin embargo su primera sorpresa será que al llegar a las nuevas cámaras, Wheatley está testando con nuevos y defectuosos cubo-torretas en una serie de cámaras ridículamente sencillas, aunque para Wheatley suponen todo un desafío. Movido por una serie de estímulos que obligan a Wheatley a generar nuevos retos para los sujetos de prueba, éste decide cambiar de estrategia y obliga a Chell y PotatOS a atravesar una serie de cámaras que en su momento creó GLaDOS y que él ha 'reciclado', las cuales sí que suponen un cierto grado de desafío, con el agravante de que en cualquier momento Wheatley podría cansarse y matarlas.
De nuevo ambas protagonistas se verán obligadas a recorrer un circuito de cámaras de pruebas bajo la supervisión de Wheatley quien por su ineptitud está destruyendo el ya de por sí maltrecho complejo hasta el punto de llegar a inestabilizar el reactor nuclear que suministra energía a las instalaciones. Finalmente llegando a la penúltima prueba Wheatley decide deshacerse de ellas tras descubrir unos robots que harán que los sujetos de prueba humanos sean innecesarios. Para ello prepara una trampa de las cuales Chell y GLaDOS escapan en el último instante para encaminarse hacia la “guarida” de Wheatley (denominada así por él mismo), Chell se encuentra con un montón de núcleos de personalidad defectuosos. GlaDOS le advierte que les podrían ser de utilidad en el futuro. 
Cuando Chell y GLaDOS logran llegar ante Wheatley descubren que al no poder controlar su poder, éste ha iniciado un proceso de destrucción de los laboratorios que culminará en pocos minutos. Es entonces cuando GLaDOS es conectada al sistema y le envía a Chell módulos defectuosos que deben ser enganchados en el cuerpo de Wheatley para desactivarlo. 
Pero Wheatley no cometerá los mismos errores que GLaDOS cometió antes, ya que ha estado analizando la forma en que Chell la había eliminado, por lo que desprovee la sala de superficies donde generar portales, inicia la dispersión de neurotoxinas, se dota de una serie de paneles móviles a modo de escudo y periódicamente lanza a Chell esferas explosivas. Afortunadamente, Chell se coloca junto a un conducto de Gel de Conversión rompiéndolo e inundando la sala con el mismo, que permite a Chell generar portales por el suelo del lugar. Gracias a ello Chell utiliza los portales para que los explosivos que Wheatley le lanza acaben impactando contra él, dejándolo inconsciente durante unos segundos lo que permite a Chell recoger los módulos que PotatOS le hace llegar e insertarlos en Wheatley.
Tras instalarle a Wheatley tres módulos especiales, sus ataques se detienen y la computadora alternativa pide apretar el botón de resolución de conflictos para proceder al cambio de Wheatley a PotatOS, pero cuando Chell llega hasta él, Wheatley lo hace explotar hiriendo a Chell y abriendo un boquete en el techo que deja ver la Luna en el cielo nocturno. Chell sin alternativa y como única esperanza, dispara un portal hacia la Luna (durante el juego se revela que las rocas y polvo lunares son un buen conductor de portales, y es la fuente del gel blanco que hace aparición en algunos puzles), esto provocará que Wheatley y Chell sean expulsados a través del nuevo portal, pero en el último instante GLaDOS lanza a Wheatley hacia el vacío del espacio exterior y logra sujetar la mano de Chell con unas pinzas metálicas, rescatándola.
Al despertar, Chell se encuentra a GLaDOS y junto a ella están los dos robots de pruebas creados para sustituir a los sujetos de pruebas humanos (los cuales son los robots del modo cooperativo). Durante la conversación GLaDOS confiesa que parte de su mente pertenece a Caroline, quien le fue transferida en los experimentos de Cave Johnson, pero tras desconectar su parte de Caroline ha descubierto que intentar matar a Chell tan solo le ha traído problemas y es mucho más sencillo simplemente dejarla ir, por lo que decide perdonarla y la libera en un ascensor que la envía hacia la superficie. 
Durante su ascenso Chell se encuentra a diferentes tipos de torretas que aparentan ser una trampa, pero que simplemente forman parte de la despedida que GLaDOS le ha preparado ya que tras activarse comienzan a cantar una singular ópera, "Cara Mia" a la cual se unen más y más torretas. Conforme asciende se pueden observar cámaras de pruebas, zonas de mantenimiento y salas donde se criogenizaba a los sujetos de prueba, etc. todas cubiertas de vegetación y abandonadas.
Al final del recorrido el ascensor se detiene abriéndose ante Chell una puerta que da acceso al exterior, tras cruzarla, Chell se encuentra un extenso e idílico paisaje en medio de un campo de cereales batiéndose al viento bajo un cielo azul. Al girarse para ver el lugar por donde ella ha salido, descubre que tan solo hay una especie de pequeño y viejo cobertizo recubierto con señales que resulta ser una entrada encubierta a las instalaciones de Aperture Science.
Tras echar un rápido vistazo, Chell, escucha ruidos a sus espaldas y la puerta por donde ella salió se abre de nuevo ante sí, lanzando a sus pies un 'Cubo de Compañía' del juego original, bastante quemado probablemente por el incinerador de Portal. Tras esto aparecen los créditos con la canción "Want You Gone" de Jonathan Coulton. Al final se muestra a Wheatley a la deriva en el espacio arrepintiéndose de sus actos en contra de Chell, rodeado de uno de los módulos que le fue insertado para desestabilizarlo y que ahora orbita a su alrededor de forma indefinida...

## Modo cooperativo
Se ha añadido un nuevo modo, un modo Cooperativo en el que se manejan a unos robots , P-Body (Naranja) y ATLAS (Azul) que son puestos a prueba por GLaDOS para resolver cámaras que ningún humano habría podido.
El objetivo de esta modalidad es pasar por 5 tipos de pruebas y una de preparación, cada una de las cuales prueba los diferentes elementos que se pueden usar en el juego (geles, puentes de luz, túneles de luz o la inercia en los portales), con varias cámaras de pruebas (de 6-9 cada una), superándolas trabajando en equipo. A medida que se avanza, GLaDOS trata de "separar" el modo en que trabajan a través de frases que le dice al jugador como "Naranja, Azul dijo algo realmente malo de ti. No querrías oírlo". Al final, los dos robots descubren un almacén donde están encerrados criogenizados miles de sujetos de prueba humanos. Después de esto los personajes festejarán de alegría hasta que GLaDOS les hará estallar. Luego en los créditos GLaDOS lee la información de los sujetos de prueba y se escucha la canción "Robots FTW" como canción de los créditos.

## Historia del modo cooperativo
Tras haber sido ensamblados por GLaDOS, los personajes caen por un tubo, el cual los lleva a una zona de prueba hecha por GLaDOS para poner a prueba a los sujetos de prueba, pero antes de caer, GLaDOS te dirá que saludes a tu compañero, él cual es explicado como hacer en el juego. Las primeras pruebas consisten en que uno de los jugadores tendrá que pisar un círculo para que el otro logre cruzar al otro lado y abrirte la otra puerta. Luego GLaDOS te pondrá el generador de cubos y el botón que lo activa el cual tirará cubos normales para cogerlos y ponerlos en los círculos. Después GLaDOS te dirá que cojas tu pistola de portales para las próximas pruebas.
Al terminar la zona de pruebas GLaDOS felicitará a los personajes y los llevará a "El Cuartel", donde GLaDOS dirá que ya comenzarán las pruebas reales. Al igual que en el modo de un jugador, GLaDOS hará las pruebas cada vez más difíciles para intentar matar a los personajes sin que sospechen de lo que realmente está tramando. En el cuartel verán una pantalla gigante que lleva el conteo de los pasos que dan los personajes y de sus puntos cooperativos. Luego GLaDOS les dirá que entren por una puerta, de esta forma se iniciará el primer capítulo del cooperativo. Este lugar tiene a mano izquierda una computadora la cual controla el nivel en el que estés y, en el caso de que regresases de una prueba al cuartel y la quisieras repetir, puedes buscar la misión en ella. Funciona de la siguiente forma: presionas el botón izquierdo para retroceder una prueba y el botón derecho para avanzar una prueba (estos botones se encuentran en la parte inferior de la computadora). Luego, los jugadores se introducirán en sus respectivos tubos, azul: ATLAS; y Naranja: P-Body.
Mientras avancen por las pruebas, los jugadores necesitarán emplear diferentes objetos (Cubos conductores de láseres, sendas de luz, geles conductores, etc.) y destruir torretas. También aprenderán diferentes métodos de comunicación entre robots (señales, Yan-ken-po, choca esos cinco, burlas, etc.)
En la última misión de prueba del primer capítulo, los jugadores tendrán que encontrar un CD, para ello tendrán que crear un portal hasta el laboratorio oculto. Luego al entrar, los jugadores verán una pantalla que dice "Insert CD"(Insertar CD), y una flecha que indica donde debemos insertar este. Al lado derecho se encontrarán con una pizarra que tiene escrito en inglés "Si no hay salida, nuestra única esperanza es ir por la oscuridad". Esto da a entender que fue escrito por los mismos científicos antes de la crisis, debido a la mala ortografía y la descripción bastante sospechosa, como en las salas ocultas del modo de un jugador. Los jugadores girarán a la izquierda y entrarán a un pasillo que tiene dos palancas, una a cada lado. Uno de los jugadores tendrá que contar una cuenta regresiva y ambos tendrán que bajar las palancas al mismo tiempo. Después verán una puerta, la cual parece ser una cápsula de escape, abrirse y en la que deberán entrar. De esta forma llegarán a una zona de investigación, donde encontrarán encima de una mesa el CD. Luego uno de los jugadores lo cogerá y lo pondrá donde indica la pantalla. Después aparecerá un mapa en el monitor en cuya parte inferior dice "Target Located" (Objetivo localizado). Los personajes festejarán el hecho hasta que GLaDOS los haga estallar. Regresarán al cuartel, donde GLaDOS les dirá que "hubo un fallo en el sistema de reensamblaje". Luego tendrán que crear un portal hacia el siguiente capítulo, "Masa y volumen" y la historia seguirá su curso.
Dentro del modo cooperativo, también podemos encontrar mensajes ocultos, los cuales fueron escritos por los científicos, en las cámaras de prueba finales, donde debemos de buscar el CD.
Son 5 los capítulos que tendrán que superar los jugadores; para ello es requerida la cooperación de ambos. En el modo cooperativo se descubrirán nuevas zonas y partes de Aperture Science. También mensajes de los mismos científicos trabajadores, zonas de prueba en reparación por GLaDOS, laboratorios secretos en pésimas condiciones. Estos serán piezas claves para seguir avanzando y poder descubrir acerca de la historia de Aperture Science.

## DLCs
Sixense MotionPack: El juego tiene un DLC llamado Sixense MotionPack en el cual Chell tendrá que pasar siete pruebas más seis avanzadas con nuevos elementos que se juegan con el Razer Hydra (unos mandos creados por Sixense Entertainment) y el Playstation Move, con nuevas mecánicas como el movimiento de portales, poder girar los objetos y el cubo expandible. Al final, al completar las pruebas, Chell entra en un elevador, después se puede oír la canción "Turret Wife Serenade" como canción de los créditos.
Peer Review: El modo cooperativo tiene un DLC gratuito llamado Peer Review que agrega otro tipo de pruebas más difíciles que las anteriores en donde GLaDOS vuelve a reensamblar a los robots de nuevo y les informa de que alguien quiere tomar su laboratorio.

## Crítica y recepción
Portal 2 es considerado como uno de los mejores juegos de 2011, incluso mejor que el primer Portal. Metacritic le dio una puntuación de 95% en todas sus plataformas (PC, Xbox 360 y PlayStation 3). GameRankings le dio puntuaciones máximas de 93 y 95% igualmente para PlayStation 3, Xbox 360 y PC.
Eurogamer afirmó: "Portal 2 es perfecto... Es una obra maestra", dando una puntuación de 10/10. Incluso 3D Juegos dijo "Valve Corporation demuestra una vez más su increíble maestría con uno de los mejores videojuegos en lo que va del año 2011."